# Кровавый спорт
«Кровавый спорт» (англ. Bloodsport) — культовый американский фильм 1988 года в жанре боевых искусств с Жан-Клодом Ван Даммом в главной роли. В качестве режиссёра выступил Ньют Арнольд, а автором сюжета стал Шелдон Леттич. Хотя сюжет фильма рекламировался, как основанный на биографии мастера боевых искусств Фрэнка Дюкса, сама биография Дюкса после выхода фильма стала подвергаться сомнениям и сегодня считается вымыслом. Съёмки фильма начались в октябре 1986 года в Гонконге.

## Сюжет
Американский офицер Фрэнк Дюкс, который с детства обучался у японского мастера сидоси Сэндзо Танака, самовольно оставив воинскую часть, направляется в Гонконг, чтобы принять участие в подпольном чемпионате по кумитэ, в котором участвуют лучшие бойцы мира. В прежние годы Танака использовал мальчика как спарринг-партнёра для своего сына, но после гибели последнего (в фильме так до конца и не понятно, в кумитэ погиб сын сидоси или в обычной жизни) подготовил Дюкса к соревнованиям.
Прибыв в Гонконг, Фрэнк сходится с американским бойцом Рэем Джексоном, владеющим стилем «Вале тудо» (русск. перевод «Всё дозволено»). Дюкс затевает роман с американской журналисткой Джанис Кент, желающей написать статью о Кумитэ. За Фрэнком идёт охота, его ищут американские агенты, приехавшие в Гонконг, чтобы вернуть дезертира. В первом же бою Фрэнк побивает рекорд по самому быстрому нокауту, который принадлежит корейцу Чону Ли, многократному чемпиону кумитэ, фавориту турнира, калечащему и даже убивающему своих противников. 
Самонадеянный Джексон выходит на бой с Чоном Ли и сокрушает его. Он ликует, но пришедший в себя Чон Ли сокрушает американца и наносит уже поверженному сопернику страшный удар в голову. Расстроенный Фрэнк навещает Джексона в больнице и обещает отомстить  Чон Ли, что приводит к размолвке с Джанис. Она боится за жизнь Фрэнка. Агенты выслежиают Дюкса, но он обещает встретиться с ними в аэропорту после турнира. Фрэнк едва успевает на следующий бой.
В полуфинале Фрэнк попадается на уловку муай-тайца Пако и оказывается в нокдауне, но придя в себя побеждает, устроив свеобразный обмен ударами. Чон Ли в полуфинале расправляется с Чуан Ип Мунгом и ломает поверженному противнику шею. Чон Ли заявляет Фрэнку: «Ты следующий!».
Бойцы выходят на финальный бой. Помощник Чона Ли прячет ему под пояс какую-то таблетку. Дюкс демонстрирует превосходство над Чоном Ли, но тот разламывает пальцами таблетку и бросает порошок в глаза Фрэнку. Чон Ли наносит ослепшему противнику удар за ударом. Дюкс в ярости кричит но вспоминает, как мастер Танака учил его драться с завязанными глазами и побеждает Чона Ли, вынудив его к позорной сдаче.  Дюкс становится первым чемпионом Кумитэ родом с Запада.
Фрэнк навещает в больнице своего друга Джексона. Тому уже гораздо лучше, он рад за Фрэнка и в шутку говорит ему, что на следующем турнире они могут встретиться в бою.
Фрэнк Дюкс возвращается в США, Джанис провожает его до самолёта. Показаны рекорды боёв реально существующего Фрэнка Дюкса.

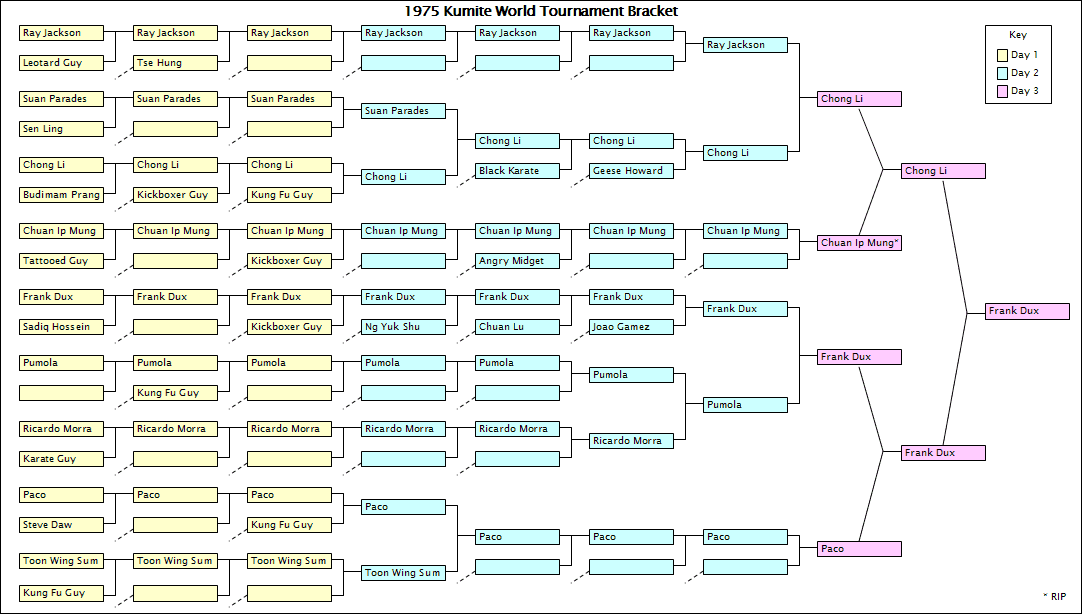
Турнирная таблица (англ)

## В ролях
| Актёр             | Роль         |
| ----------------- | ------------ |
| Жан-Клод Ван Дамм | Фрэнк Дюкс   |
| Дональд Гибб      | Рэй Джексон  |
| Боло Йен          | Чон Ли       |
| Лия Эйрс          | Джанис Кент  |
| Форест Уитакер    | Роулинз      |
| Норман Бёртон     | Хелмер       |
| Мишель Кисси      | Суан Паредес |
| Виктор Вонг       | боец         |
| Филип Чан         | Капитан Чен  |
| Джон Фостер       | Густафсон    |

## Оценки
Критики, в большинстве своём, не были благосклонны к фильму, отмечая его шаблонность и слабый сюжет, но с годами и сменой поколений фильм приобрёл культовый статус, и оценки новых критиков заметно повысились по сравнению с уровнем, продемонстрированным их предшественниками. Сайт Rotten Tomatoes поставил ему общую оценку 48 % на основании рецензий кинокритиков. Аудитория же оценила фильм гораздо выше — в 74 %.
Фильм был включён в книгу Стивена Джея Шнейдера «101 боевик, который стоит посмотреть, прежде чем умереть».

## Ремейк
В мае 2011 года Филлип Нойс, режиссёр фильма «Солт», заявил о желании снять ремейк «Кровавого спорта», сценарий к которому напишет Роберт Марк Кеймен, работавший с Люком Бессоном над сценарием картины «Заложница». Однако в июне 2013 года вместо Нойса  был назначен Джеймс Мактиг, снявший «V — значит вендетта». Стало также известно, что Жан-Клод Ван Дамм не будет принимать участия в фильме.